# ЦАР на летних Олимпийских играх 1996
Центральноафриканская Республика принимала участие в Летних Олимпийских играх 1996 года в Атланте (США) в пятый раз за свою историю, но не завоевала ни одной медали. Сборную представляли пятеро легкоатлетов.

## Результаты

### Лёгкая атлетика
Мужчины
| Спортсмен       | Дисциплина | Первый раунд | Первый раунд | Четвертьфинал        | Четвертьфинал        | Полуфинал            | Полуфинал            | Финал                | Финал                |
| Спортсмен       | Дисциплина | Время        | Место        | Время                | Место                | Время                | Место                | Время                | Место                |
| --------------- | ---------- | ------------ | ------------ | -------------------- | -------------------- | -------------------- | -------------------- | -------------------- | -------------------- |
| Мартиал Биже    | 400 м      | 48,92        | 52           | Завершил выступления | Завершил выступления | Завершил выступления | Завершил выступления | Завершил выступления | Завершил выступления |
| Эрнест Ндиссипу | марафон    | н/д          | н/д          | н/д                  | н/д                  | н/д                  | н/д                  | 2:35:55              | 97                   |

| Спортсмен        | Дисциплина    | Квалификация | Квалификация | Финал                | Финал                |
| Спортсмен        | Дисциплина    | Результат    | Место        | Результат            | Место                |
| ---------------- | ------------- | ------------ | ------------ | -------------------- | -------------------- |
| Микаэль Конжунго | метание диска | 55,34 м      | 34           | Завершил выступления | Завершил выступления |

Женщины
| Спортсмен     | Дисциплина | Первый раунд | Первый раунд | Четвертьфинал         | Четвертьфинал         | Полуфинал             | Полуфинал             | Финал                 | Финал                 |
| Спортсмен     | Дисциплина | Время        | Место        | Время                 | Место                 | Время                 | Место                 | Время                 | Место                 |
| ------------- | ---------- | ------------ | ------------ | --------------------- | --------------------- | --------------------- | --------------------- | --------------------- | --------------------- |
| Денис Угбангу | 400 м      | 55,74        | 46           | Завершила выступления | Завершила выступления | Завершила выступления | Завершила выступления | Завершила выступления | Завершила выступления |
| Вирджини Глум | марафон    | н/д          | н/д          | н/д                   | н/д                   | н/д                   | н/д                   | DNF                   | DNF                   |